# Acacia subangulata
Acacia subangulata là một loài thực vật có hoa trong họ Đậu. Loài này được Rose miêu tả khoa học đầu tiên năm 1899.